# Ciências do Estado
As Ciências do Estado representam um campo marcadamente interdisciplinar do conhecimento humanístico.
Por suas conexões epistemológicas, as Ciências do Estado integram o universo das Humanidades, compreendendo tanto as Ciências Sociais e Humanas (como a Ciência Política e a Sociologia) quanto as chamadas Ciências Sociais Aplicadas (onde insere-se o Direito e a Administração). A Filosofia, por sua vez, compreende, em uma possível História dos Sistemas de Pensamento, as contribuições fundantes que açambarcam a produção da ciência estatológica. Não se perde, portanto, o conteúdo político-jurídico que marca a noção de Ciências do Estado como uma das Staats- und Polizeiwissenschaften (Ciências do Estado e da Política).
As Ciências do Estado nascem de um movimento que exige da sociedade, desde a formação do Estado Moderno, uma racionalização dessa figura, que culminaria em técnicas administrativas ou artes de governar, a governamentalidade, que se observa nas produções políticas, sociais, filosóficas e jurídicas a partir de então. Para Giovanni Botero (1540-1617), considerado um dos fundadores da raison d'État (Razão de Estado), as ciências do Estado seriam "um conhecimento perfeito dos meios através dos quais os Estados se formam, se reforçam, duram e crescem". Chemnitz (1605-1678), por sua vez, refina o conceito como "a necessidade de alguma consideração política para todos os negócios públicos, os conselhos e os projetos, cuja única finalidade é a preservação, a expansão e a felicidade do Estado".
As Ciências do Estado possuem dimensão teórica que comanda e estatui um movimento prático, notadamente, a formulação de políticas públicas do Estado, sem desprezar o irrompimento dessas políticas aos níveis menores da composição de um Estado, e são complementares ao universo da Administração Pública ou Gestão Pública, afetos ao que em alemão se configura como Staatspraxis, no sentido de uma implementação e manutenção dessas políticas públicas.
No Brasil, as Ciências de Estado começam a ganhar importância acadêmica relevante. A Universidade Federal de Minas Gerais - UFMG, por exemplo, implementou em 2008 o curso de bacharelado em Ciências do Estado, sediado na Faculdade de Direito da UFMG. As ciências do Estado já possuem uma larga tradição de estudos em grandes grupos intelectuais e universidades da Europa, como nas Universidades de Munique e Erfurt, na Alemanha, no Centre d'Études et Recherches de Science Administrative (CERSA), grupo de pesquisa da Universidade de Paris II e na Universidade de Sófia, na Bulgária.
O curso da Universidade Federal de Minas Gerais possui uma grade de 4 anos com disciplinas que variam entre Filosofia, Sociologia, Introdução ao Direito, Relações Internacionais, Gestão Pública e História. 